# Torre vigia de Piles
La torre guaita de Piles és una torre defensiva de vigilància costanera a la platja del terme municipal de Piles, a la comarca de La Safor, al País Valencià. És bé d'interès cultural amb registre ministerial número RI-51-0010911 de 24 d'octubre de 2002.

## Descripció
Té un diàmetre de deu metres i una alçada de tretze. El gruix dels murs és de 2,80 metres a la base i 1,60 a la part alta. Té dues plantes i terrassa. La planta baixa s'utilitzava com a cavallerissa. La planta alta tenia una llar de foc i feia d'habitatge. A la terrassa, s'hi accedia per una escala de caragol.
És de forma troncocònica, coronada per un matacà corregut recolzat en 28 mènsules. Aquest matacà va poder ser degut a la necessitat d'ampliar la plataforma superior de les torres, de manera que es pogués utilitzar peces d'artilleria que tinguessin necessitat d'espai per al retrocés.

## Història
Al 1532 algunes naus del rei d'Alger van atacar Piles. Al 1571 la població morisca del lloc intentà fugir. Això va portar al fet que el 1575 Felip II encarregués a Vespasià Gonzaga i Colonna, virrei de València, un estudi per a la defensa del litoral. Aquest va portar a l'edificació el 1577 de la torre de guaita de Piles.
Durant els segles xvi i xvii tenia assignada una dotació de quatre soldats, dos a peu i dos a cavall, que s'anaven tornant. Al  XVIII va disminuir l'amenaça de la pirateria, i la torre quedà abandonada fins al 1830, quan es va assignar al cos de carrabiners per a la vigilància fiscal de la costa i la persecució del contraban. Com la torre va passar a ser també l'habitatge del cap del lloc, es van efectuar lleugeres modificacions en el seu interior, com l'addició d'un altell amb bigues de fusta a la planta baixa que s'utilitzava com a dormitori, o la conversió dels pessebres a rebost i armaris. Al 1940 el cos de carrabiners va ser fusionat amb la guàrdia civil i es desallotjà l'edifici.
Al 1986 va ser restaurada.